# Carlos Virgilio Ferrer Argote
Carlos Virgilio Ferrer Argote (* 12. September 1941 in Mexiko-Stadt) ist ein ehemaliger mexikanischer Botschafter.

## Leben
Carlos Virgilio Ferrer Argote ist Bachelor der Internationalen Beziehungen des El Colegio de Mexico. Er studierte an der Brown University Institutionen und Politik in den Vereinigten Staaten.
Er trat 1964 in den auswärtigen Dienst, war am Konsulat in Sacramento sowie bei den Regierungen von Jamaika, Ghana und Kuba akkreditiert.  Von 1982 bis 1989 war er Botschafter in Addis Abeba, Äthiopien und gleichzeitig bei der Regierung von Nigeria akkreditiert.
| Vorgänger                    | Amt                                                                         | Nachfolger                        |
| ---------------------------- | --------------------------------------------------------------------------- | --------------------------------- |
| Hugo Pedro González Lugo     | mexikanischer Geschäftsträger in La Paz 8. November 1968 bis 23. Juni 1970  | Humberto Efraín Tiburcio Martínez |
| Gonzalo Aguirre Enrile       | mexikanischer Botschafter in Belgrad 13. Oktober 1994 bis 18. November 1996 | Carlos Ignacio Gónzalez Magallón  |
| Sergio Joaquín Romero Cuevas | mexikanischer Botschafter in Haiti 19. Dezember 1996 bis 12. Februar 2002   | Anacelia Pérez Charles            |
| Francisco Correa Villalobos  | mexikanischer Geschäftsträger in Algier 1. Mai 2002 bis 2006                | Eduardo Roldán                    |